# Code civil (Iran)
Pour les autres articles nationaux ou selon les autres juridictions, voir Code civil.
Le Code civil iranien (CCI), conçu en 1933, a été inspiré dans le domaine du droit des obligations, par le droit français et le droit islamique (shiite). Ses articles se basent sur les règles du Fiqh (jurisprudence islamique), mais la définition et le domaine du « dol » s’inspirent spécialement de droit français et créent une œuvre intéressante en la matière. Il compte 1335 articles.

## Contenu
Le CCI est divisé en 3 volumes principaux.
| Titre                                                                    | Titre                                                                    | Articles    |
| Préambule                                                                | Préambule                                                                | 1 - 10      |
| Volume I : De la propriété                                               |                                                                          |             |
|                                                                          | Livre premier : Dispositions générales sur la propriété                  | 11 - 139    |
|                                                                          | Livre deuxième : Causes de la propriété                                  | 140 - 948   |
|                                                                          | Livre troisième : Dispositions diverses                                  | 950 - 955   |
| Volume II : Droit des Personnes                                          |                                                                          |             |
|                                                                          | Livre premier : Termes généraux                                          | 956 - 975   |
|                                                                          | Livre deuxième : Concernant la nationalité                               | 976 - 991   |
|                                                                          | Livre troisième : Documents d'identité (Sijil)                           | 992 - 1001  |
|                                                                          | Livre quatrième : Sur le domicile                                        | 1002 - 1010 |
|                                                                          | Livre cinquième : Concernant les personnes absentes                      | 1011 - 1030 |
|                                                                          | Livre sixième : Sur les relations entre personnes                        | 1031 - 1033 |
|                                                                          | Livre septième : Mariage et divorce                                      | 1034 - 1057 |
|                                                                          | Livre huitième : Sur les enfants                                         | 1158 - 1194 |
|                                                                          | Livre neuvième : Sur la famille                                          | 1195 - 1206 |
|                                                                          | Livre dixième : À propos de la sauvegarde et du tutorat                  | 1207 - 1256 |
| Volume III : De la preuve concernant les justifications des réclamations | Volume III : De la preuve concernant les justifications des réclamations | 1257-1259   |
|                                                                          | Livre premier : À propos des aveux                                       | 1259 - 1283 |
|                                                                          | Livre deuxième : À propos des documents                                  | 1284 - 1305 |
|                                                                          | Livre troisième : À propos des témoignages                               | 1306 - 1320 |
|                                                                          | Livre quatrième : À propos de la preuve circonstanciée                   | 1321 - 1324 |
|                                                                          | Livre cinquième : À propos des serments                                  | 1325 - 1335 |